# Il figlio del gangster
Il figlio del gangster (Comme un boomerang) è un film del 1976 diretto da José Giovanni.

## Trama
Il figlio diciassettenne di un ricco uomo d'affari di origine polacca, titolare di una società di trasporti e con trascorsi da gangster, uccide un poliziotto durante una festa tra amici. Inizia così la lotta giudiziaria per difendere il ragazzo. Una volta incarcerato, arrivano al punto di farlo evadere e tentano la fuga verso l'Italia, senza però riuscirci, verranno uccisi dalla Polizia francese.

## Produzione
Il film è ambientato in costa azzurra, girato negli studi Studios de la Victorine e a Nizza. L'automobile usata dal protagonista è l'ammiraglia dell'epoca della Peugeot, la 604.